# Thunnus obesus
Patudo ou atum-patudo, albacora, albacora-cachorra, atum, atum-cachorro, atum-de-olhos-grandes (do inglês "bigeye"), atum-fogo (São Tomé e Príncipe) e atum obeso (Cabo Verde) são alguns dos nomes vulgares em português para a espécie Thunnus obesus (Lowe, 1839). Esta espécie encontra-se nas águas tropicais e subtropicais de todos os oceanos, mas preferindo o intervalo de temperaturas entre 17º e 22°C.
É um peixe corpulento, atingindo um peso de 210 kg, mas de crescimento rápido, com uma idade máxima estimada em onze anos. Tem um comportamento pelágico, com os peixes de tamanhos pequenos formando cardumes à superfície, enquanto os adultos se concentram em águas profundas. Ovos e larvas planctónicas. Alimenta-se de peixes, crustáceos e cefalópodes, tanto de dia, como durante a noite.
Tem a primeira barbatana dorsal e as aletas amarelo-fortes, enquanto que a segunda dorsal e a anal são apenas amareladas. O corpo é claro com uma faixa azul iridescente nos lados (visível apenas em exemplares vivos).
Tem grande importância para a pesca, sendo comercializado principalmente congelado e enlatado; atinge um valor elevado para a produção de sashimi. É considerada uma espécie vulnerável pela IUCN.
As capturas aumentaram linearmente (embora com flutuações) desde meados do século XX até 2000, quando atingiram cerca de 400 mil toneladas mundialmente; os países que registam maiores capturas são o Japão e a Coreia do Sul.